# John Taaffe, 1. Viscount Taaffe

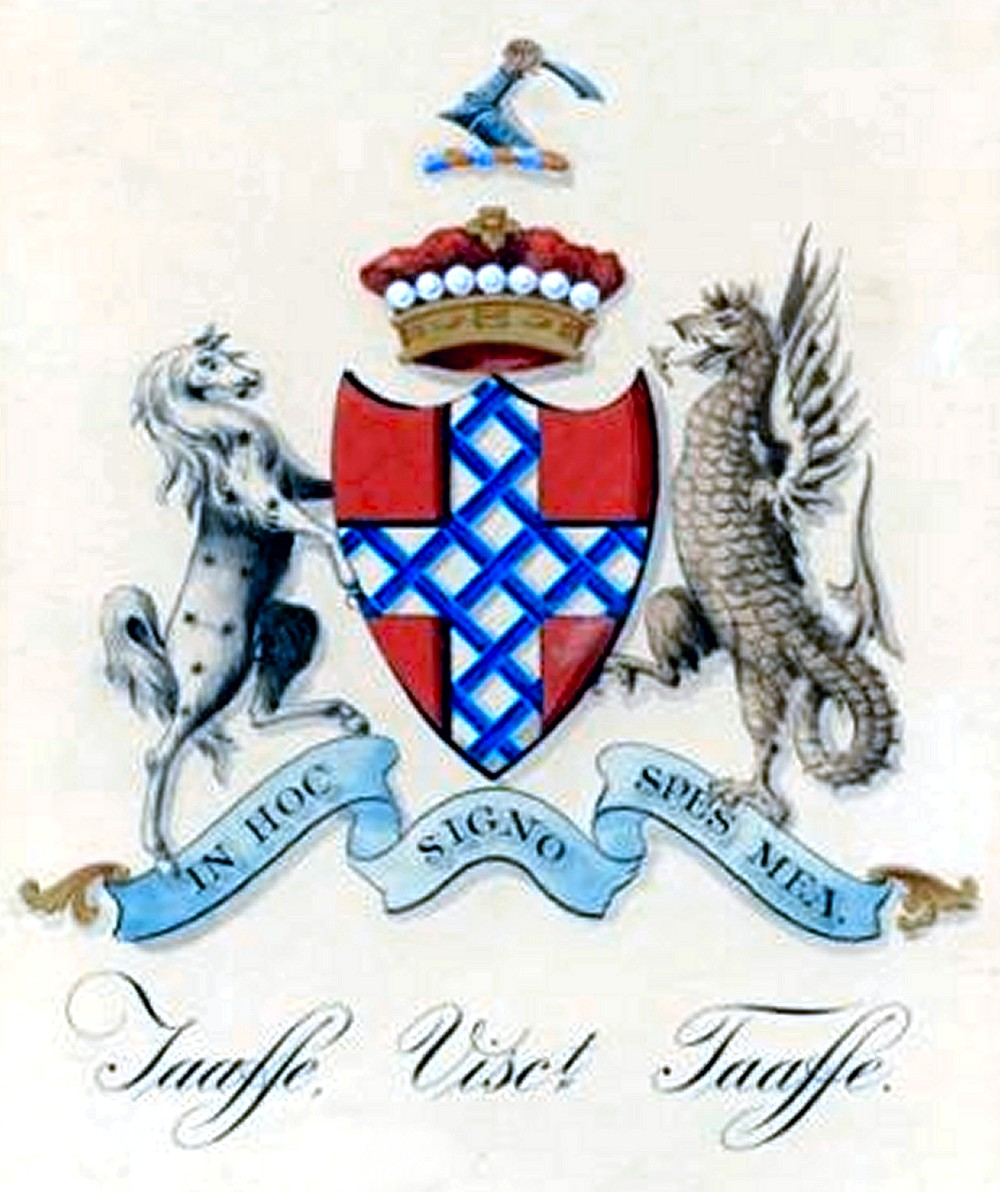
Wappen des John Taaffe, 1. Viscount Taaffe

John Taaffe, 1. Viscount Taaffe († 2. Januar 1642) war ein irischer Adliger und Militär.

## Leben
John Taaffe war der einzige Sohn des Sir William Taaffe († 1631), Gutsherr von Harleston und Ballymote, aus dessen zweiter Ehe mit Ismay Bellew.
Wie schon sein Vater stand er loyal auf Seiten der Stuart-Könige Jakob I. und Karl I. In Anerkennung seiner Verdienste wurde er am 3. August 1624 zum Knight Bachelor geschlagen und am 1. August 1628 in der Peerage of Ireland zum erblichen Viscount Taaffe, of Corren in the County of Sligo, sowie zum Baron Ballymote, of Ballymote in the County of Sligo, erhoben. Er erhielt dadurch einen Sitz im irischen House of Lords, den er erstmals am 14. Juli 1634 einnahm.
Er scheint auf katholischer Seite in die Irischen Rebellion von 1641 verwickelt gewesen zu sein, starb aber bereits im Frühjahr 1642 und wurde in Ballymote begraben.
Er heiratete Anne Dillon, Tochter des Theobald Dillon, 1. Viscount Dillon. Mit ihr hatte er elf Söhne und vier Töchter, darunter sein Titelerbe Theobald Taaffe († 1677), der 1661 auch zum Earl of Carlingford erhoben wurde, sowie William Taaffe, dessen Sohn Nicholas Taaffe († 1769) beim Erlöschen der Nachkommenlinie Theobalds 1738 den Viscount- und Baronstitel erbte.